# South (cráter)

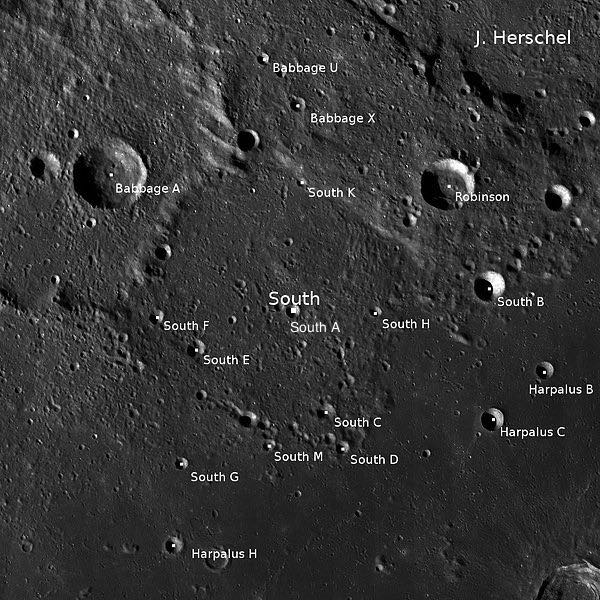
Fotografía de la misión Lunar Reconnaissance Orbiter

South es un gran cráter de impacto que se encuentra en la parte noroeste de la Luna. La mayor parte de la pared sur de este cráter se une a la bahía Sinus Roris del Oceanus Procellarum, con el borde sureste frente al Mare Frigoris. Ligada al noroeste de la formación aparece la gran llanura amurallada del cráter Babbage. Justo al noreste se halla el cráter Robinson, y más al noreste se localiza otra llanura amurallada, la del cráter J. Herschel.
|  |

Quedan pocos restos del borde original de South, que ahora es apenas un anillo desintegrado de crestas bajas. La sección restante más prominente se localiza al noroeste, mientras que la mitad sur del brocal apenas es visible como una serie de leves elevaciones sobre la superficie.
Su suelo interior ha sido reconstituido por flujos de lava basáltica. Es relativamente nivelado, sin características destacables. La plataforma aparece marcada por muchos pequeños cráteres, especialmente en la mitad sur. Otra serie de pequeños cráteres yace sobre el remanente del borde en sus sectores sur y suroeste.

## Cráteres satélite
Por convención estos elementos son identificados en los mapas lunares poniendo la letra en el lado del punto medio del cráter que está más cercano a South.
|       | \| South \| Coordenadas \| Diámetro \| \| ----- \| ----------------------------- \| -------- \| \| A \| 57°06′N 49°54′O / 57.1, -49.9 \| 6 km \| \| B \| 57°30′N 44°54′O / 57.5, -44.9 \| 14 km \| \| C \| 55°48′N 49°24′O / 55.8, -49.4 \| 7 km \| \| D \| 55°12′N 48°48′O / 55.2, -48.8 \| 5 km \| \| E \| 56°42′N 52°48′O / 56.7, -52.8 \| 8 km \| \| F \| 57°12′N 53°54′O / 57.2, -53.9 \| 7 km \| \| G \| 55°06′N 53°18′O / 55.1, -53.3 \| 6 km \| \| H \| 57°12′N 47°48′O / 57.2, -47.8 \| 4 km \| \| K \| 59°06′N 49°54′O / 59.1, -49.9 \| 3 km \| \| M \| 55°24′N 51°00′O / 55.4, -51.0 \| 6 km \| |          |
| South | Coordenadas | Diámetro |
| A     | 57°06′N 49°54′O / 57.1, -49.9 | 6 km     |
| B     | 57°30′N 44°54′O / 57.5, -44.9 | 14 km    |
| C     | 55°48′N 49°24′O / 55.8, -49.4 | 7 km     |
| D     | 55°12′N 48°48′O / 55.2, -48.8 | 5 km     |
| E     | 56°42′N 52°48′O / 56.7, -52.8 | 8 km     |
| F     | 57°12′N 53°54′O / 57.2, -53.9 | 7 km     |
| G     | 55°06′N 53°18′O / 55.1, -53.3 | 6 km     |
| H     | 57°12′N 47°48′O / 57.2, -47.8 | 4 km     |
| K     | 59°06′N 49°54′O / 59.1, -49.9 | 3 km     |
| M     | 55°24′N 51°00′O / 55.4, -51.0 | 6 km     |